# 1-テトラコサノール
1-テトラコサノール(英:1-Tetracosanol) は、炭素(C)数24個の第1級脂肪族アルコールであり、脂肪酸であるリグノセリン酸(テトラコサン酸)を水素化物試薬により還元し合成する。テトラコシルアルコール、リグノセリルアルコール、リグノセロールともいう。

## 合成法
- 反応性の強い還元剤、水素化アルミニウムリチウムLiAlH4を用いる[2]。

{\displaystyle {\ce {LiAlH4}}}
{\displaystyle {\ce {R-C(=O)-OH -> R-CH_2OH}}}
({\displaystyle {\ce {R}}} は　{\displaystyle {\ce {HC_{23}H_{46}^-}}})

## 注意点
- 湿潤点 74℃　融点 74-77℃(昇温速度1℃/分程度)
- 引火点　142℃
- 安全上の留意点
  - 粉塵を吸引しない。
  - 目に入れたり、直接肌に触れないこと。